# Noboribetsu (Hokkaidō)

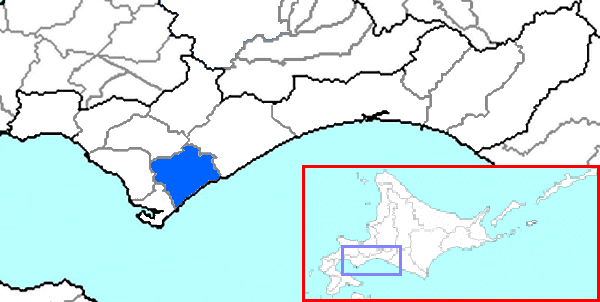
Situación de Noboribetsu

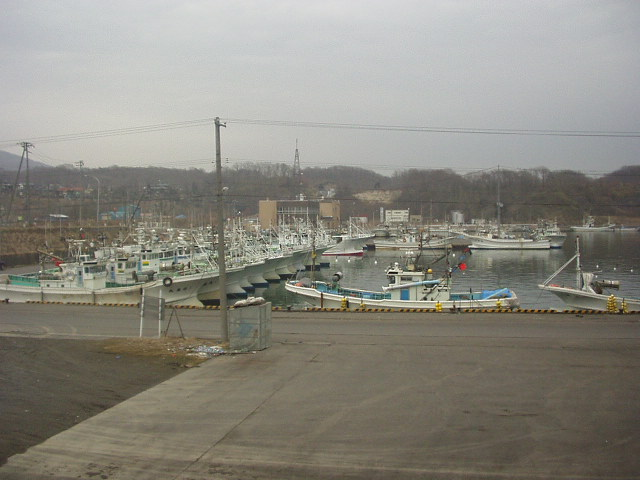
Puerto pesquero de Noboribetsu

Noboribetsu (登別) es un municipio de Japón situado en la subprefectura de Iburi, en Hokkaidō. Como el municipio del estatuo de ciudad (市), se llama Noboribetsu-shi (登別市). Se encuentra dentro del Parque nacional Shikotsu-Tōya, al suroeste de Sapporo, al este de Tomakomai y noreste de Hakodate.
En 31 de diciembre de 2007 la población estaba estimada en 53,340 habitantes con una densidad de 251 hab. por km² sobre un superficie total de 212,11 km² .

## Geografía
El oeste y norte se encuentran dominados por las montañas mientras las llanuras se extienden por la costa. 
Tres pueblos se sitúan en la costa del Pacífico: de noreste a suroeste: Noboribetsu, Horobetsu (幌別) y Washibetsu (鷲別). El término betsu proviene del idioma ainu, significando río. Noboribetsu se emplaza en la desembocadura del río Noboribetsu. Horobetsu y Washibetsu se emplazan próximos a los ríos Iburi-horobetsu y Washibetsu. La alcaldía está en Horobetsu. Hoy Washibetsu es una parte periférica de la zona urbana de Muroran, que es ciudad industrial en el lado de suroeste de Noboribetsu.
Seis kilómetros tierra adentro se encuentra un pequeño pueblo, Noboribetsu-onsen (Noboribetsu aguas termales). Siendo este uno de los más conocidos onsen de Japón y uno de los dos grandes en Hokkaido.

## Historia
Noboribetsu nació como municipio en 1961 al renombrar el antiguo pueblo de Horobetsu. El estatus de ciudad le fue otorgado el 1 de agosto de 1970. 

## Transportes y comunicaciones
Noboribetsu dispone de cuatro estaciones de tren: Noboribetsu, Tomiura, Horobetsu y Washibetsu. También es accesible por la Doo Expressway.